# دونالد أشورث
دونالد أشورث (بالإنجليزية: Donald Ashworth)‏ هو عازف كلارينيت أمريكي، ولد في 16 مارس 1931.

## وصلات خارجية
- دونالد أشورث على موقع ميوزك برينز (الإنجليزية)